# Diego López Garrido
Pour les articles homonymes, voir Garrido (homonymie).
Diego López Garrido, né le 8 septembre 1947 à Madrid, est un homme politique socialiste espagnol. Il a été secrétaire d'État pour l'Union européenne.

## Biographie
Diego López Garrido est titulaire d'une licence en sciences économiques et de l'entreprise de l'Institut catholique d'administration et de direction de l'entreprise (ICADE), ainsi que d'un doctorat en droit et d'une chaire de droit constitutionnel à l'université de Castille-La Manche.
Affilié au Parti communiste d'Espagne, puis, par voie de conséquence, à Izquierda Unida (IU), il intègre, en 1992, le courant Nouvelle gauche, appuyé notamment par Cristina Almeida. Ce courant était favorable à de meilleurs rapports avec le Parti socialiste ouvrier espagnol et le gouvernement de Felipe González, et recueillait entre 10 % et 15 % des voix en interne. Quand Nouvelle gauche se transforma en Parti démocratique de la nouvelle gauche (PDNI), toujours à l'intérieur d'IU, López Garrido en devint l'un des dirigeants, puis le secrétaire général.
Lors des élections générales espagnoles de 1993, il est élu représentant de Madrid au Congrès des députés, étant désigné « député révélation » par la presse parlementaire en 1994, puis « député le plus travailleur » l'année suivante. Réélu aux législatives anticipées de 1996, il est sanctionné à plusieurs reprises par son parti pour ne pas avoir respecté la discipline de vote du groupe parlementaire. En 1997, le PDNI quitte la coalition et fusionne avec le PSOE trois ans plus tard. Durant tout ce temps, López Garrido siège donc au sein du groupe Mixte (non-inscrits) de la chambre basse.
Reconduit au Congrès à l'occasion des élections législatives de mars 2000, il est nommé, en juillet suivant, membre de la Commission exécutive fédérale du Parti socialiste, déjà dirigé à l'époque par José Luis Rodriguez Zapatero. Après sa réélection comme député de Madrid le 14 mars 2004, il est nommé secrétaire général du groupe parlementaire Socialiste, puis porte-parole en 2006, remplaçant Alfredo Pérez Rubalcaba, nommé ministre de l'Intérieur dans le premier gouvernement Zapatero.
De nouveau élu au Parlement lors des élections législatives espagnoles de 2008, il laisse son poste de porte-parole du groupe Socialiste à José Antonio Alonso, homme de confiance de Zapatero, et devient secrétaire d'État pour l'Union européenne au sein du ministère des Affaires étrangères dirigé par Miguel Ángel Moratinos.